# Виголошується лот 49
«Виголошення лоту 49» — постмодерністський, інтелектуальний роман американського письменника Томаса Пінчона (Thomas Pynchon * 1937), вперше опублікований 1966 року.
Роман оповідає про Едіпу Маас, каліфорнійську домогосподарку, яка після смерті коханця стає спадкоємицею його майна і з цього моменту виявляється вплутаною в розслідування про стародавню змову, де реальність змішується з фантазіями.

## Сюжет

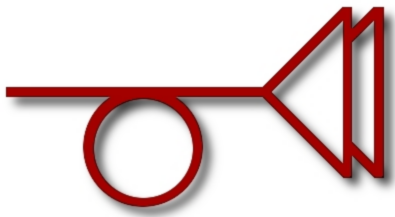
Штамп «Тристеро», заткнутий поштарський ріг

Едіпа Маас — домогосподарка, що живе з заможним чоловіком, якого проте не кохає. Вона відвідує некомпетентного психотерапевта Гілеріуса, що намагається лікувати її ЛСД. Одного разу Едіпа дізнається про смерть колишнього коханця, Пірса Інверариті, який був дуже багатий і заповів їй своє майно. Едіпа зустрічається з адвокатом Інверариті, колишнім актором на ім'я Мецгер. Він мало що пояснює, але Мецґер стає її новим коханцем. Відправною точкою пригод Едіпи виявляється дивний штамп на конверті. Едіпа знайомиться з Майком Фаллопяном, «правим» істориком, який стверджує, що таким штампом користується секретна поштова служба «Тристеро».
Невдовзі Едіпа з'ясовує, що Пірс організував шахрайство з продажем тютюновій компанії кісток загиблих солдатів Першої світової війни під виглядом вугілля для фільтрів. Один з учасників підліткового рок-гурту «Параноїки» (що потай слідкує за Едіпою) зазначає, що ця історія схожа на сюжет п'єси «Трагедія кур'єра». Зацікавлена таким збігом, Едіпа йде в театр на цю п'єсу та чує назву «Тристеро». Фаллопян розповідає їй про походження «Тристеро», що сягає середньовіччя. Ця служба була загнана конкурентами в підпілля, переїхала в Америку з Європи та перетворилась на таємне товариство з невідомими цілями.
Едіпа не отримує від режисера п'єси Рендольфа Дріблетта пояснень, і самотужки знаходить старе лібрето «Трагедії Кур'єра». Вона розуміє, що Дріблет самовільно додав до тексту рядок про «Тристеро». Потім вона помічає штамп таємного товариства в численних місцях і чує від випадкового чоловіка, що «Тристеро» — це анонімна служба допомоги. Едіпа бачить декількох людей, які користуються поштовими скриньками зі знаком товариства, і сумнівається в своїх висновках.
Побоюючись, що в неї розвивається параноя, Едіпа робить несподіваний візит до Гілеріуса. Той, знаходячись в неадекватному стані, заявляє, що працював на нацистів і стріляє з рушниці. Едіпа допомагає поліції приборкати Гілеріуса. Повернувшись додому, вона виявляє, що її чоловік теж не при собі через вживання ЛСД.
Едіпа шукає відповідей у професора англійської мови щодо «Трагедії кур'єра» і дізнається, що Дріблетт загадковим чином скоїв самогубство. Вона дедалі більше вагається щодо «Тристеро»: це її тривала галюцинація, справжнє таємне товариство чи жарт, який Інверариті влаштував для неї перед смертю. При цьому Едіпа постійно розмірковує над проблемою співвідношення її знань і дійсності, торкаючись таким чином фундаментальних епістемологічних питань. Едіпа йде на аукціон майна Інверариті та чекає на торги за лот 49, який містить колекцію марок із символом «Тристеро». Дізнавшись, що марками цікавиться ще один учасник аукціону, вона сподівається довідатися, чи це не представник таємного товариства. Фінал роману лишається відкритим.

## Персонажі
- Едіпа Маас — головна героїня роману. Після того, як її колишній хлопець, Пірс Інверариті, вмирає й вона стає співвласником його майна, вона виявляє і починає розплутувати те, що може виявитися всесвітньою змовою.
- Пірс Інверариті — колишній хлопець Едіпи і багатий власник нерухомості в Каліфорнії. Читач ніколи не зустрічається з ним безпосередньо, на початку роману він уже мертвий: всі згадки показано через спогади Едіпи.
- Венделл «Мучо» Маас — чоловік Едіпи, коли займався продажем уживаних авто, але тепер став диск-жокеєм на радіо KCUF в Кинерете, Каліфорнія (вигадане місто). Ближче до кінця роману в нього зароджується пристрасть до ЛСД, що віддаляє його від Едіпи.
- Метцґер — адвокат, що працює на юридичну фірму «Ворп, Вістфул, Кубічек і Макмінґус». Був призначений, щоб допомогти Едіпі з оформленням нерухомості Пірса.
- Майлз, Дін, Серж і Леонард — чотири учасника рок-гурту «Параноїки», американські підлітки, які співають з британським акцентом.
- Доктор Гілеріус — психіатр Едіпи, що прописує їй, як і іншим домогосподаркам, ЛСД, який вона не приймає. Наприкінці роману він божеволіє і стверджує, що був нацистським лікарем у Бухенвальді, де працював у програмі, спрямованій на викликання експериментально-індукованого психозу у євреїв. Він клянеться, що може використовувати вирази обличчя як зброю, і одного разу скорчив гримасу, яка звела пацієнта з розуму. Переховувався у своєму кабінеті, але мирно здався поліції, коли Едіпа його обеззброїла.
- Джон Нефастис — вчений, одержимий ідеєю вічного двигуна. Винайшов тип Демона Максвелла у спробі створити вічний двигун. Едіпа відвідує його, щоб побачити механізм, дізнавшись про нього від Стенлі Котекса.
- Стенлі Котекс — співробітник корпорації Йойодина, знає щось про «Тристеро». Едіпа зустріла його, коли забрела в його офіс під час відвідування заводу.
- Рендольф Дріблетт — режисер вистави за п'єсою Верфінґера. Дріблетт здійснює самогубство до того, як Едіпа отримує від нього яку-небудь корисну інформацію, але зустріч з ним спонукає її продовжити пошуки правди про «Тристеро».
- Майк Фалопян — історик, Едіпа і Майк Метцгер зустрічають його в «Кіноскопі» — барі, який зазвичай відвідують співробітники Йойодини. Він розповідає їм про Спільноту Пітера Пінґвида.
- Чингіз Коен — найвидатніший філателіст у Лос-Анджелесі, був найнятий для інвентаризації та оцінки колекції марок покійного. Вони з Едіпою обговорюють штампи і підробки.
- Професор Еморі Бортц — в даний час викладає в Сан-нарцисо, написав передмову до п'єс Верфінґера. Едіпа стежить за ним, щоб дізнатися більше про Тристеро.

## Аналіз
Центральною темою роману є проблема розрізнення реальності та вигадки. Едіпа чує різні версії щодо подій навколо і вигадує власні, що існують в постмодерному світі на рівних правах. Головна таємниця сюжету — чи існує насправді товариство «Тристеро», зумисне лишається без відповіді. Погляди на ті самі речі подаються через відлуння, відображення, повтори — імітацію дійсності. «Тристеро» може бути лише фантазією Едіпи. Але головним героєм книги насправді є не вона, а оповідач. Тобто — сам автор, який генерує ідеї.
Абсурдні події роману використано для висміювання схильності людей перейматися дріб'язковими обставинами, за якими вони не помічають нагальні проблеми. З огляду на це в книзі важливіше не те, що персонажі роблять, а те, чого вони робити не хочуть. Пінчон критикує одержимість суспільства новинками, що уявляються привабливими доти, поки лишаються унікальними та цікавими. Едіпа шукає одкровення через навколишні речі в той час, як саме одержимість речами стає причиною смертей чоловіків навколо. Вона шукає щось священне, приховане за буденністю. Ця тема подається як через образ різних машин (посилаючись на «бога з машини»), так і численні назви, що мають епітет «святий» (як у назвах міст Сан-Франциско, Санта-Моніка, Сакраменто). Прізвище філателіста, до якого звертається Едіпа, — це Коен, що натякає на чин юдейських священнослужителів коенів.
Мейнстримні персонажі представлені як неосвічені та зарозумілі. Але роман критикує також контркультуру, представники якої (як чоловік Едіпи) йдуть шляхом деградації та відчуження від суспільства. Конфлікт роману Пінчон зосереджує навколо такої буденної речі, як пошта, яка постає прихованою контркультурною силою, котра керує Америкою. Можливо, Пінчон виводить тут сатиру на контркультурні рухи, які існують лише для того, щоб протистояти чому-небудь загальноприйнятому.
Імена, вжиті в романі, метафоричні й підкреслюють абсурдність подій. Едіпа, наприклад, названа на честь давньогрецького героя Едіпа, що відображає те, яка вона безпорадна перед долею. Прізвище Фаллопян посилається на жіночі статеві органи й те, як його «права» антиурядова група породжує величезну кількість ідей і змов, наче своїх дітей. Лікар Гілеріус, який пристрастив чоловіка Едіпи до наркотиків, замість вилікувати його, виглядає смішним і нікчемним (англ. hilarious). Події відбуваються в місті Сан-Нарцисо, що натякає на нарцисизм його мешканців. Пінчон, однак, використовує промовисті імена ще й для того, щоб висміяти літературний троп надавати іменам символізм.

## Алюзії роману

Англійська обкладинка

Роман Пінчона насичений культурними посиланнями, знання яких значно збагачують розуміння його роботи.

### The Beatles
«Виголошення лоту 49» був опублікований на піку бітломанії та «британського вторгнення», яке відбулося в Америці та інших західних країнах. Дійсно, контекстні ключі вказують на те, що дія роману розгортається в 1964 році — році, коли «The Beatles» відвідали США. Учасники гурту «Параноїків» говорять з американським акцентом, але співають з британським, і навіть дивляться британські фільми, щоб вивчити британський акцент.

### Володимир Набоков
Пінчон був студентом Корнелльського університету, де курс лекцій з літератури читав Володимир Набоков. За рік до випуску Пінчона, у Сполучених Штатах вийшов роман Набокова «Лоліта». У романі було введено поняття «німфетка», щоб описати сексуально привабливих дівчат у віці від дев'яти до чотирнадцяти років. У наступні роки основне використання цього поняття було розширено, але Пінчон описує зовсім ранні приклади канонічного використання цього терміну в літературі. Від Сержа, контр-тенора «Параноїків», йде його дівчина до літнього адвоката. Він висловлює свою тугу в пісні:

Який у серфера самотнього є шанс
Кохатись з ципою на серфі,
Коли дебелі й хтиві Гумбéрт Гумбéрти
Кружляють поруч нас?
Моя мала для мене — леді,
Для нього — це німфетка ще одна.

### Нумерологія
Пригоди Едіпи пов'язані з числами, яким надається символізм. Слово «Бог» згадується в романі 33 рази (вік Ісуса Христа). Номер лоту 49 відповідає даті свята Пентекосту (49 днів після Великодня).

### Конспірологія
Пінчон, ймовірно, був учасником, або якимось чином дізнався, про проєкт ЦРУ MCULTRA з дослідження впливу різних речовин на свідомість. Роман містить натяк на операцію «Скріпка» з залучення вчених Третього рейху до роботи в США. Зокрема Гілеріус є алюзією на Губертуса Страґолда.

## Критика
Критики визнали роман як, з одного боку «зразково постмодерністський», а з іншого — як пародію на постмодернізм. Сам Пінчон зневажливо відгукувався про свою працю, написавши у 1984 році: «Як ясно видно з непостійної кривої мого розвитку, було б занадто чекати від мене тривалого позитивного і професійного письменства. Останньою моєю історією був роман „Виголошення лоту 49“, і в ньому я схоже забув все те, що, як мені здається, я знав досі.»
Літературознавець Heinz Ickstadt побачив у романі спробу психологічного аналізу Сполучених Штатів Америки і зарахував його до найбільш значних творів американської літератури
Американіст Губерт Цапф визначив «Виголошення лоту 49» як «класику» американської постмодерністської літератури, де головною героїнею розглядаються пошуки сенсу життя поряд з проблематикою «американські історії релігії» протягом тривалого часу. За словами Цапфа, роман Пінчона показує ситуацію того, «як пуритани проголосили божественний план порятунку …в умовах історичної випадковості і людської неадекватності».

Відомий британський літературознавець Пауль Ентоні Теннер, зазвичай відомий як Тоні Теннер, у своєму аналізі роману помічає, що пошук Едіпи відповідає пошуку читача. Він характеризує роман як «анти-детектив».

## Український переклад
- Виголошення лоту 49 / Томас Пінчон; пер. з англ. Максима Нестелєєва. — Київ: Видавництво Жупанського, 2016. — 192 с. — ISBN 978-966-2355-74-1